# Mamestra errata
Mamestra errata är en fjärilsart som beskrevs av Achille Guenée. Mamestra errata ingår i släktet Mamestra och familjen nattflyn. Inga underarter finns listade i Catalogue of Life.